# Whataboutism
Whataboutism sau whataboutery (din engleză what about?, cu sensul ce ziceți? sau dar asta?) este o variantă a erorii logice tu quoque, care încearcă să discrediteze poziția unui oponent, acuzându-l de ipocrizie, fără a respinge sau infirma direct argumentul: o încercare de a întoarce critica împotriva criticului inițial. În această manevră retorică de distragere a atenției, la o întrebare critică sau un argument critic se răspunde cu o contra-întrebare critică. Conform definiției din Oxford Living Dictionary⁠(en)[traduceți], whataboutismul este „tehnica sau procedeul prin care la o întrebare dificilă se răspunde printr-o altă întrebare sau se abordează alt subiect”. Termenul ar fi apărut în anii 1990; un exemplu clasic este propoziția „Iar în America sunt linșați oamenii de culoare”, adesea folosită în Uniunea Sovietică ca răspuns la criticile la adresa socialismului.